# James Montgomery Flagg
James Montgomery Flagg (Pelham Manor, 18 de junho de 1877 — Nova Iorque, 27 de maio de 1960) foi um artista e ilustrador norte-americano. Transitou entre o mundo das artes plásticas até as histórias em quadrinhos/banda desenhada, mas hoje é lembrado por seus cartazes, principalmente pelo cartaz encomendado pelas Forças Armadas dos Estados Unidos, em que aparece o Tio Sam.
Interessou-se por desenho desde muito jovem. Suas ilustrações foram aceitas por revistas de circulação nacional quando tinha doze anos. Aos catorze anos ele era um colaborador da revista Life, e nos anos seguintes fez parte da equipe da revista Judge.
Estudou belas-artes em Londres e Paris no início dos anos 1920. Após, retornou aos Estados Unidos, quando produziu ilustrações para livros, capas de revista, cartuns políticos e humorísticos, arte para publicidade e outros tipos de desenhos abundantemente. Neste período, Flagg foi considerado como o ilustrador mais bem-pago nos Estados Unidos.
Seu cartaz mais famoso foi criado em 1917 para estimular o recrutamento do Exército dos Estados Unidosdurante a Primeira Guerra Mundial. Ele mostra o Tio Sam apontando o dedo indicador para o espectador (inspirado pelo cartaz similar de recrutamento mostrando Lord Kitchener numa pose similar) com o letreiro "I Want YOU for U. S. Army" (Eu quero você para o Exército dos Estados Unidos). Mais de 4 milhões de cópias foram impressas durante a Primeira Guerra Mundial. Durante a Segunda Guerra Mundial o mesmo cartaz foi reeditado. Flagg usou seu próprio rosto como modelo para o Tio Sam, adicionando cabelos brancos e barbicha, declarando que foi mais simples usar seu próprio rosto do que arranjar um modelo.

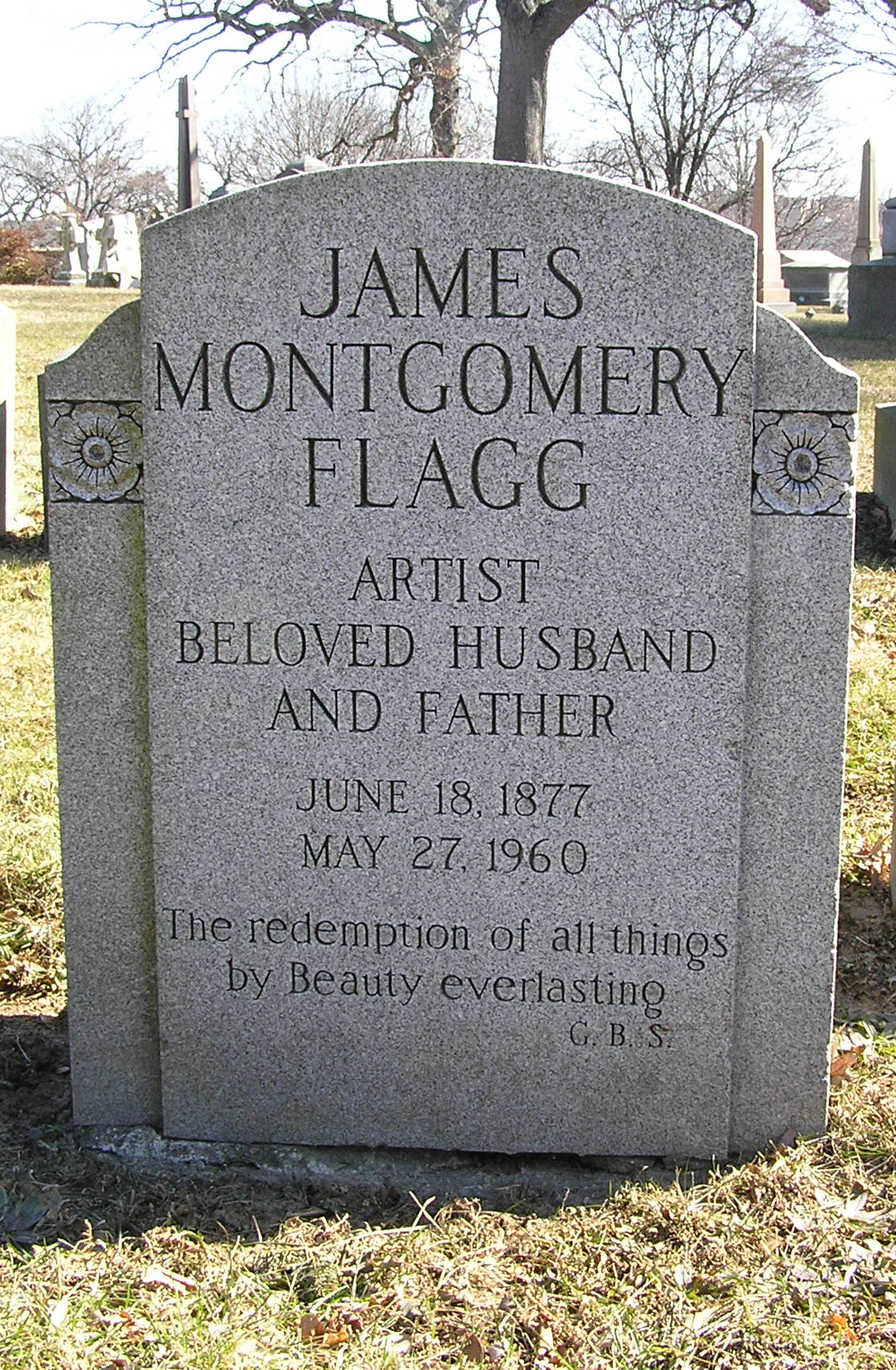
Sepultura no Cemitério de Woodlawn

Em 1946 Flagg publicou sua autobiografia.
Sepultado no Cemitério de Woodlawn.